# Freccia del Brabante femminile 2022
La Freccia del Brabante femminile 2022, settima edizione della corsa, valevole come prova dell'UCI Women's ProSeries 2022 categoria 1.Pro, si svolse il 13 aprile 2022 per un percorso di 141,2 km, con partenza a Sint-Pieters-Leeuw e arrivo a Overijse, in Belgio. La vittoria fu appannaggio della neerlandese Demi Vollering, la quale completò il percorso in 3h38'00" alla media di 38,862 km/h, precedendo la polacca Katarzyna Niewiadoma e la tedesca Liane Lippert.
Sul traguardo di Waregem 61 corritrici, delle 139 partite, portarono a termine la gara.

## Squadre partecipanti
Al via 24 formazioni.
| N.      | Cod. | Squadra                    |
| ------- | ---- | -------------------------- |
| 1-6     | TFS  | Trek-Segafredo             |
| 11-16   | SDW  | Team SD Worx               |
| 21-26   | BCV  | Bingoal Casino-Chevalmeire |
| 31-36   | WNT  | Ceratizit-WNT Pro Cycling  |
| 41-46   | COF  | Cofidis                    |
| 51-56   | IBC  | IBCT                       |
| 61-66   | LEW  | Le Col-Wahoo               |
| 71-76   | LSL  | Lotto Soudal               |
| 81-86   | MUL  | Multum Accountants         |
| 91-96   | AGI  | AG Insurance-NXTG Team     |
| 101-106 | PHV  | Parkhotel Valkenburg       |
| 111-116 | PLP  | Plantur-Pura               |

| N.      | Cod. | Squadra                            |
| ------- | ---- | ---------------------------------- |
| 121-126 | VAL  | Valcar-Travel & Service            |
| 131-136 | CSR  | Canyon-SRAM Racing                 |
| 141-146 | FSF  | FDJ Nouvelle Aquitaine Futuroscope |
| 151-156 | HPW  | Human Powered Health               |
| 161-166 | LIV  | Liv Racing Xstra                   |
| 171-176 | MOV  | Movistar Team                      |
| 181-186 | CGS  | Roland Cogeas Edelweiss Squad      |
| 191-196 | BEX  | Team BikeExchange-Jayco            |
| 201-206 | DSM  | Team DSM                           |
| 211-216 | JVW  | Team Jumbo-Visma                   |
| 221-226 | UAD  | UAE Team ADQ                       |
| 231-236 | UXT  | Uno-X Pro Cycling Team             |

## Ordine d'arrivo (Top 10)
| Pos. | Corritrice           | Squadra      | Tempo    |
| ---- | -------------------- | ------------ | -------- |
| 1    | Demi Vollering       | SD Worx      | 3h38'00" |
| 2    | Katarzyna Niewiadoma | Canyon       | a 22"    |
| 3    | Liane Lippert        | DSM          | s.t.     |
| 4    | Marlen Reusser       | SD Worx      | a 27"    |
| 5    | Juliette Labous      | DSM          | a 44"    |
| 6    | Pauliena Rooijakkers | Canyon       | a 58"    |
| 7    | Silvia Persico       | Valcar       | a 1'02"  |
| 8    | Ashleigh Moolman     | SD Worx      | s.t.     |
| 9    | Sofia Bertizzolo     | UAE          | s.t.     |
| 10   | Alexandra Manly      | BikeExchange | s.t.     |